# ジョン・ブラウン (医師)

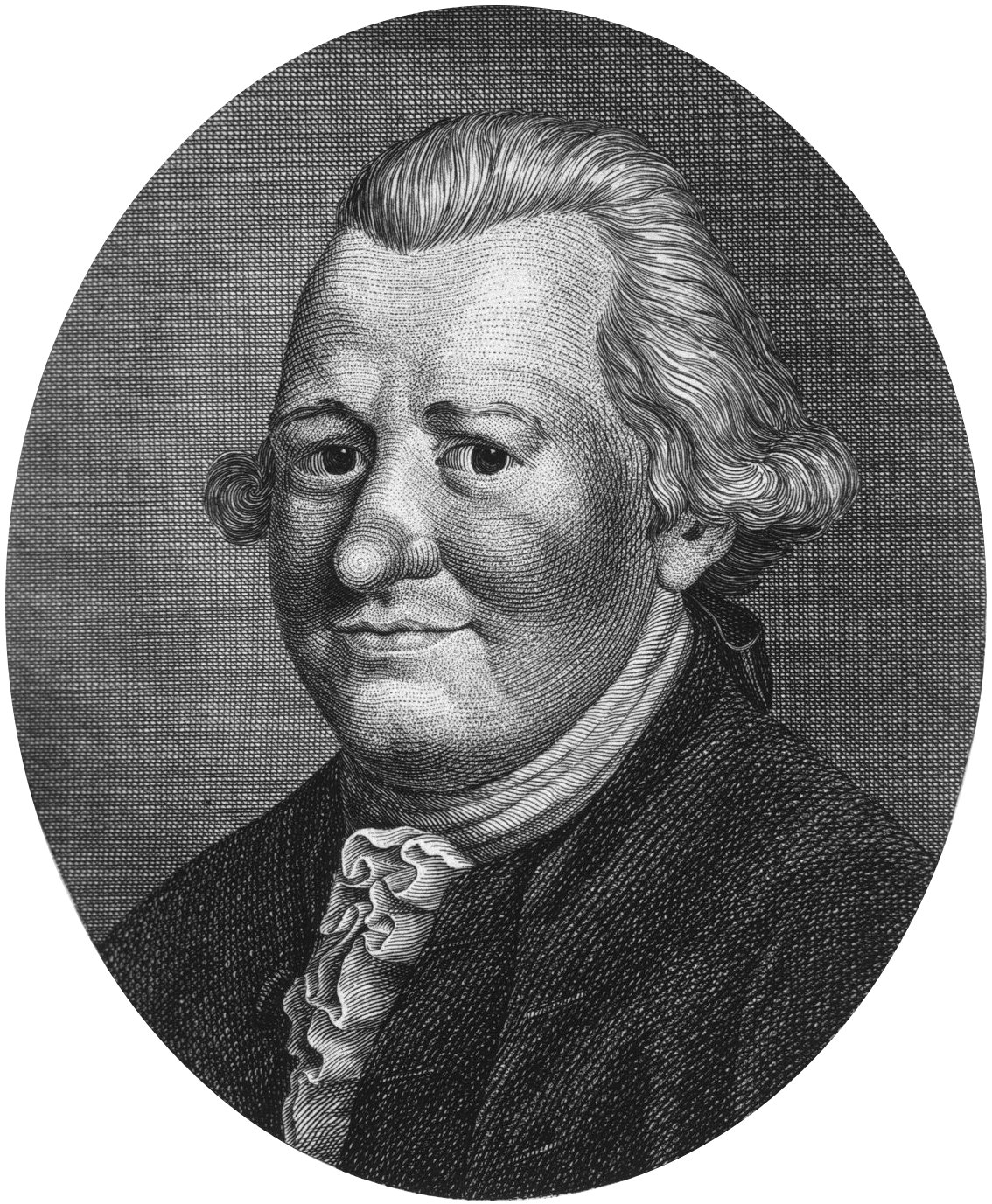
John Brown

ジョン・ブラウン（John Brown、1735年 – 1788年10月17日）は、スコットランドの医師である。病気は外部からの刺激の過不足によって起こるとする「ブラウニズム」と呼ばれる医療体系を提唱した。

## 生涯
スコットランドのベリックシャーに生まれた。Dunsで学んだ後、エディンバラ大学に入学して、神学を学ぶが、医学に転じた。医学、化学の教授のウィリアム・カレンに才能を認められ、子供の家庭教師として雇われ、研究の継続のための援助を受けた。1778年ころから脳と筋繊維を使った、生体の刺激に対する反応の研究をはじめた。この研究を通じて当時の医療に対して批判的な考えをもち、カレンを含む大学の教授と対立した。1780年に『医学原論』（Elementa Medicinae）を出版し、自らの医療理論を主張した。「ブラウニズム」と呼ばれるブラウンの医療理論はドイツなどのヨーロッパ大陸で広まった。1786年により待遇のいい仕事を求めてロンドンに移ったが、程なく死亡した。
1795年にブラウンの家族の生活を助けるために、カレンの尽力で有名な医師、トーマス・ベドーズ（Thomas Beddoes）による『医学原論』の解説本が出版された。1804年には息子、ウィリアム・カレン・ブラウンによって評伝が出版された。

## ブラウンの医療理論
ロイ・ポーターの『人体を戦場にして』によれば、ブラウンの時代は「機械論」に対抗するものとして、生理学的研究が始まった時代であった。スイスのアルブレヒト・フォン・ハラー(Albrecht von Haller)が筋肉の収縮について実験、考察し、カレンは生命そのものを神経の力の作用によるものであると見なし、病気（とくに精神病）が引き起こされるときの神経系統の役割を力説した。ブラウンはカレンの考えを推し進め、健康と病気の一切を刺激に対する感応性で理解しようとした。病気は適切な刺激作用が擾乱されることであり、病人の体が興奮過多であるか、興奮過少であるかによってそれぞれ「強壮である」あるいは「虚弱である」として扱う必要があると主張した。しかしながら、実際の治療はどちらの体調異常にも、アルコール飲料とアヘンの多量の服用をすすめるものであった。ブラウンもアルコール中毒患者になって死んだとされる。